# CoopCa
La Società Cooperativa Carnica di Consumo (o, più brevemente, Coopca) è stata una cooperativa di consumatori che aderiva all'ANCC della Lega Nazionale delle Cooperative e Mutue e alla Confcooperative.
Il 31 dicembre 2015, dopo 109 anni di attività, Coopca, insieme alle Cooperative Operaie di Trieste Istria e Friuli, ha chiuso definitivamente le sue attività.

## Storia

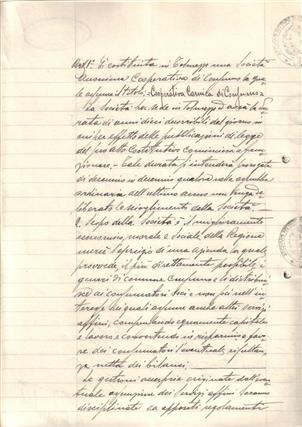
Atto costitutivo della Società Cooperativa di Consumo Carnica (1906)

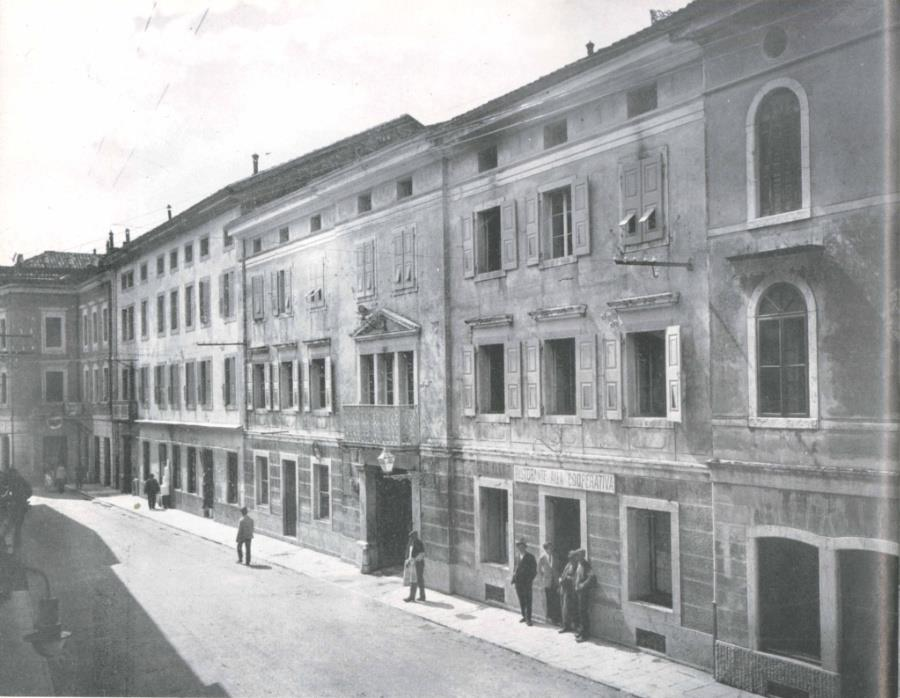
La sede storica della Cooperativa Carnica

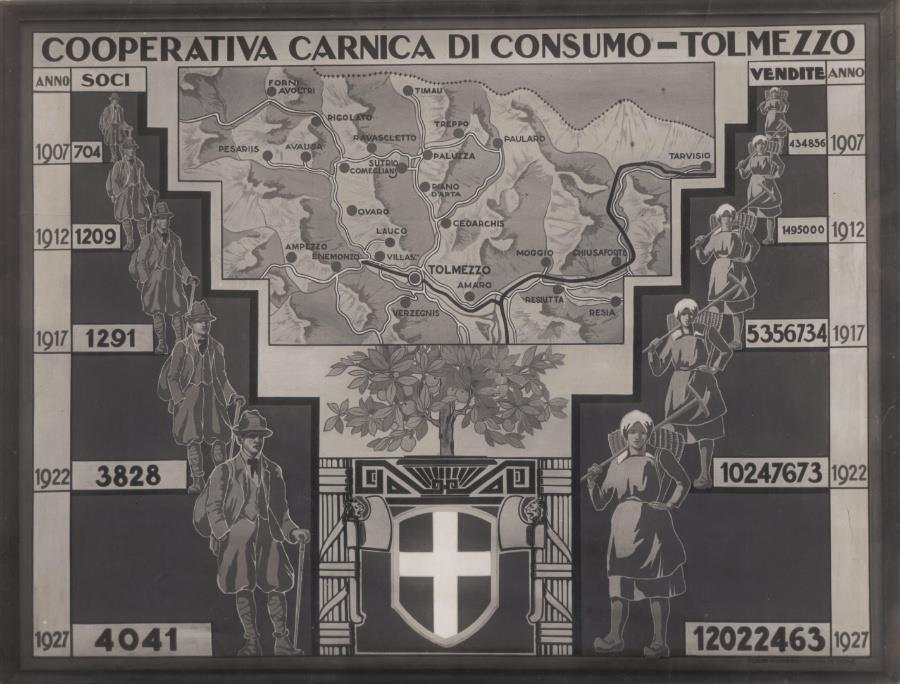
Numero di soci e vendite della Cooperativa Carnica di Consumo - Tolmezzo (1907-1922)

La "Società Anonima Cooperativa di Consumo Carnica" nasce il 29 aprile 1906, nella sala sociale di Villa Santina (UD).
La storia centenaria della Cooperativa Carnica segue di pari passo la storia della Carnia e della sua gente, affrontando tutte le vicissitudini storiche e le difficoltà geografiche e politiche derivanti dai due conflitti mondiali.
Nel 1956, cinquantesimo anniversario di fondazione, contava su oltre 6.000 soci e 60 spacci sparsi in tutta la Carnia e su una struttura produttiva moderna per l'epoca con un mulino, una cantina, un pastificio e un forno. Negli anni successivi, la Cooperativa Carnica ha adeguato le proprie strutture alle nuove esigenze del mercato, offrendo ai propri soci e consumatori una più ampia gamma di prodotti.
I sismi del 1976 coinvolsero pesantemente la Cooperativa, colpendo proprio il cuore della zona nella quale tradizionalmente opera. Terminata la fase dell'emergenza, l'impegno della Cooperativa si concentrò sulla ricostruzione, nella consapevolezza che non fosse un compito né facile né rapido. La Cooperativa progettò la costruzione del nuovo magazzino di Tolmezzo, mentre gli spacci di piccole dimensioni furono trasformati, perfezionando l'acquisizione di nuovi spazi di mercato e l'ampliamento dei canali di vendita. Contestualmente fu avviata una politica di espansione territoriale dalla storica collocazione nella montagna Carnica verso la pianura friulana: Codroipo, Spilimbergo e la Provincia di Pordenone. Più recentemente, nel 1997, la Coopca si spinse nella confinante Regione Veneto, acquisendo nove supermercati in Provincia di Treviso e, nel corso del 2003, la catena distributiva DOGAL (di proprietà della Società MADOS srl di Padova) costituita da nove punti di vendita di media dimensione situati alla confluenza delle province di Padova, Treviso e Venezia, soprattutto nella zona di Mestre.
Il 29 maggio 2003 fu inaugurato il primo ipermercato della cooperativa, situato all’interno del centro commerciale "Le Valli di Carnia" di Amaro (UD).
In occasione del 100º anniversario di fondazione, fu avviata l'opera di riqualificazione della storica sede della Cooperativa nel centro di Tolmezzo, con la realizzazione di un punto di vendita (store Chelonia).
Successivamente sono stati aperti ulteriori supermercati a Montebelluna (TV) nel dicembre 2004, nel febbraio 2005 a Rosà (VI) e furono acquisiti da Sma due ipermercati a Cassola e a Torri di Quartesolo (centro commerciale "Le Piramidi").
Nell'anno 2011 fu ultimato il nuovo centro direzionale nella piana di Amaro (UD), nei pressi dell'uscita "Carnia-Tolmezzo" dell'autostrada A23.
Più di recente, la Coopca ha trasferito la propria attività commerciale di Gemona del Friuli all'interno del centro commerciale "Gli Aquiloni", convertendo il supermercato preesistente in ipermercato.
Nel settembre 2013 la Cooperativa ha aperto un supermercato a Precenicco, sull'asse viario che porta alle località marine di Lignano Sabbiadoro, mentre nel 2014 è stato aperto un supermercato nel centro commerciale "Crocetta" di Crocetta del Montello (TV).
A causa di gravi dissesti finanziari iniziati a fine 2014, la società fallisce e cessa ogni attività il 31 dicembre 2015, dopo 110 anni di storia.

## La richiesta di concordato preventivo del 2014 e la definitiva chiusura
A causa dei numerosi investimenti e soprattutto a seguito della diminuzione delle vendite dovuti alla crisi economica del paese, all'inizio di settembre del 2014 la Coopca annuncia l'avvio del contratto di solidarietà per i propri 650 dipendenti..
Successivamente alla notizia del fallimento delle Cooperative Operaie di Trieste Istria e Friuli, la Coopca subisce una grave crisi di liquidità dovuta anche alla richiesta di rimborso del prestito sociale ed è costretta a chiedere il concordato preventivo, presentando un piano industriale per conseguire il pareggio di bilancio entro 18 mesi. Per effetto del concordato, sono stati bloccati circa 3.000 conti di deposito dei soci, per un totale di circa 30 milioni di euro.
Nei mesi successivi si scopre che il buco di bilancio ammonta a circa 80 milioni di euro, tanto che inizia a farsi strada l'ipotesi di vendere alcuni supermercati ed immobili, tra cui il centro di smistamento merci. Il 2014 si chiude con un'ulteriore perdita di 14 milioni di euro, che si aggiungono agli oltre 5,6 milioni di euro di perdita della società controllata Immobilcoopca srl e agli 83 milioni di debiti consolidati.
Nel gennaio 2015, alcuni soci presentano un esposto-querela nei confronti degli ex amministratori per falso in bilancio e abusiva attività di raccolta del risparmio, mentre nel frattempo viene prorogato il termine per la presentazione del piano industriale che eviti il fallimento.
Nel marzo 2015 viene depositato al tribunale di Udine il piano industriale con cui si propone di vendere i 15 supermercati più redditizi sui 38 totali e mantenere solamente un terzo dei dipendenti. La richiesta di fallimento definitivo della cooperativa presentato dalla procura di Udine, che riteneva inamissibile la proposta di concordato, viene respinta. Si dimette il direttore generale Mauro Veritti, mentre il 2 giugno si suicida il consigliere Alfio Colussi.
Nel giugno 2015 viene accordata la cassa integrazione a quasi tutti i dipendenti della Cooperativa, mentre il bilancio si aggrava ulteriormente con perdite di 1 milione di euro ogni mese. La Legacoop, unitamente alle cooperative Adriatica, Estense e Nordest, offre di istituire un fondo di solidarietà per restituire circa 13 milioni di euro ai soci di Coopca.
Nel luglio 2015 i revisori dei conti bocciano il bilancio 2014, giudicandolo estremamente negativo e tale da aver eroso completamente il capitale sociale; il CdA è costretto a proporre lo scioglimento e la liquidazione della società. La proposta viene respinta dall'assemblea dei soci, che peraltro approva di avviare un'azione legale nei confronti degli amministratori. Il 19 luglio si dimette anche il presidente Ermano Collinassi.
Il tribunale delle imprese di Trieste delibera di liquidare la cooperativa, vendendo tutti beni della società, tra cui i 34 punti vendita (7 saranno acquistati da Coop Nordest), la sede amministrativa e il magazzino logistico. Tutte le attività cessano definitivamente il 31 dicembre 2015, dopo 110 anni di storia.
All'indomani della chiusa della società Coopca fallita, la nuova Coop Alleanza 3.0 ha confermato di voler donare un contributo di 13 milioni di euro agli ex soci della Coopca, a parziale ristoro della perdita di circa 26 milioni di euro investiti nel prestito sociale.